# 협곡쥐
협곡쥐(Peromyscus crinitus)는 비단털쥐과에 속하는 설치류의 일종이다. 미국 서부의 많은 주와 멕시코 북부 지역에서 발견되는 회색 및 갈색 쥐이다. 건조한 바위 사막 지역을 좋아한다. 협곡쥐군에 속하는 유일한 종이다.
협곡쥐는 씨앗과 녹색 식물 그리고 곤충을 먹는다. 봄과 여름에 번식을 한다. 암컷은 매년 2~5마리의 새끼를 낳는다. 야행성 동물로 연중 활동적이다. 보통 지하 굴 속에서 바위 사이 또는 아래에 둥지를 만든다.